# Lindholmen (commune de Vallentuna)
Lindholmen est une localité de Suède dans la commune de Vallentuna située dans le comté de Stockholm.
Sa population était de 1 227 habitants en 2019.